# Brachycentrus incanus
Brachycentrus incanus är en nattsländeart som beskrevs av Hagen 1861. Brachycentrus incanus ingår i släktet Brachycentrus och familjen bäcknattsländor. Inga underarter finns listade i Catalogue of Life.